# Sipanea
Pour les articles homonymes, voir Sipanea.
Genre
Sipanea est un genre de plantes à fleurs néotropicale, appartenant à la famille des Rubiaceae, comptant 22 à 40 espèces, et dont l'espèce type est Sipanea pratensis Aubl.. 

## Description
Sipanea regroupe des herbacées annuelles ou pérennes, terrestres, non armées, à tiges dressées, étalées ou rampantes. 
Les feuilles sont opposées, sessiles à pétiolées, à nervation non linéolée.
Les stipules interpétiolaires, persistantes, en bouton généralement imbriquées à valvées, réduites ou bien développées, arrondies à triangulaires, subulées ou divisées. 
L'inflorescence est axillaire et/ou terminale, peu fleurie à multiflores, sessile à pédonculée, bractelée mais sans bractées florales, cymeuse ou réduite à 1-3 fleurs, fréquemment ramifiée 1 ou 2 fois avec les axes suivants monochastiques. 
Les fleurs sont sessiles ou brièvement pédicellées, petites à moyennes, homostylées, protandres. 
L'hypanthium est turbiné à ellipsoïde. 
Le limbe du calice est profondément lobé, lobes 4 ou 5, bien développés, étroits, sans calycophylles.
La corolle est salvatrice, rose ou rosée à blanche, intérieurement barbue à l'embouchure avec des trichomes blancs ou jaunes, ceux-ci inclus ou extériorisés, lobes 5, convolutés dans le bourgeon. 
Les 5 étamines sont insérées sous le milieu du tube de la corolle ou rarement dans sa partie supérieure.
Les anthères sont linéaires, dorsifixes, incluses ou partiellement extirpées. Ovaire à 2 locules.
Les ovules sont nombreux dans chaque loge, sur des placentas axiles. 
Le fruit est une capsule, ellipsoïde, chartacée, loculicide à partir de l'apex.
Les graines sont petites, anguleuses à testa fovéolé-réticulé.
La phylogénie des Sipanea a été étudiée.

## Répartition
Sipanea est un genre néotropical représenté de l'Amérique centrale, au Paraguay en passant par la Colombie, le Venezuela, le Guyana, le Suriname, la Guyane, le Pérou, le Brésil, et la Bolivie.

## Liste des espèces et variétés
Selon GBIF (21 février 2021) :
- Sipanea ayangannensis Steyerm.
- Sipanea biflora (Rottb.) Cham. & Schltdl.
- Sipanea carrenoi Steyerm.
- Sipanea columbiana Wernham, 1917
- Sipanea cowanii Steyerm.
- Sipanea galioides Wernham
- Sipanea glaberrima (Bremek.) Steyerm.
- Sipanea glabrata Wernham
- Sipanea gleasonii Steyerm.
- Sipanea glomerata Kunth
- Sipanea hispida Benth. ex Wernham
- Sipanea hispida Benth., 1917
- Sipanea micrantha Sandwith
- Sipanea ovalifolia Bremek.
- Sipanea prancei Steyerm.
- Sipanea pratensis Aubl.
- Sipanea pratensis K.Schum.
- Sipanea saxicola J.H.Kirkbr.
- Sipanea setacea Steyerm.
- Sipanea stahelii Bremek.
- Sipanea veris S.Moore
- Sipanea wilson-brownei Cowan
- Virecta paniculata G.Don

Selon Tropicos (21 février 2021) (Attention liste brute contenant possiblement des synonymes) :
- Sipanea acinifolia Spruce ex Sprague, 1905
- Sipanea angustifolia A. Rich., 1830
- Sipanea ayangannensis Steyerm., 1967
- Sipanea biflora (L. f.) Cham. & Schltdl.
- Sipanea biflora (Rottb.) Cham. & Schltdl., 1829
- Sipanea brasiliensis Wernham, 1917
- Sipanea carnea Neumann, 1844
- Sipanea carrenoi Steyerm., 1984
- Sipanea colombiana Wernham, 1917
- Sipanea coppenamensis Bremek., 1934
- Sipanea cowanii Steyerm., 1967
- Sipanea dichotoma Kunth, 1818 [1820]
- Sipanea elatior A. Rich. ex DC., 1830
- Sipanea erythraeoides Cham., 1834
- Sipanea galioides Wernham, 1917
- Sipanea glaberrima (Bremek.) Steyerm., 1967
- Sipanea glabrata Wernham, 1917
- Sipanea gleasonii Steyerm., 1967
- Sipanea glomerata Kunth, 1818 [1820]
- Sipanea hispida Benth. ex Wernham, 1917
- Sipanea hispida Spruce ex K. Schum., 1889
- Sipanea limnophila Spruce ex Hook. f., 1868
- Sipanea micrantha Sandwith, 1928
- Sipanea ovalifolia Bremek., 1934
- Sipanea palustris (A. Rich.) J.H. Kirkbr., 1997
- Sipanea palustris Seem., 1854
- Sipanea prancei Steyerm., 1981
- Sipanea pratensis K. Schum., 1889
- Sipanea pratensis Aubl., 1775
- Sipanea pubinoda Steyerm., 1967
- Sipanea radicans Endl., 1833
- Sipanea rupicola Spruce ex K. Schum., 1889
- Sipanea saxicola J.H. Kirkbr., 1997
- Sipanea setacea Steyerm., 1987
- Sipanea spraguei Wernham, 1917
- Sipanea stahelii Bremek., 1934
- Sipanea trianae Wernham, 1917
- Sipanea trichantha Miq., 1844 [1845]
- Sipanea veris S. Moore, 1895
- Sipanea wilson-brownei R.S. Cowan, 1952

## Histoire naturelle

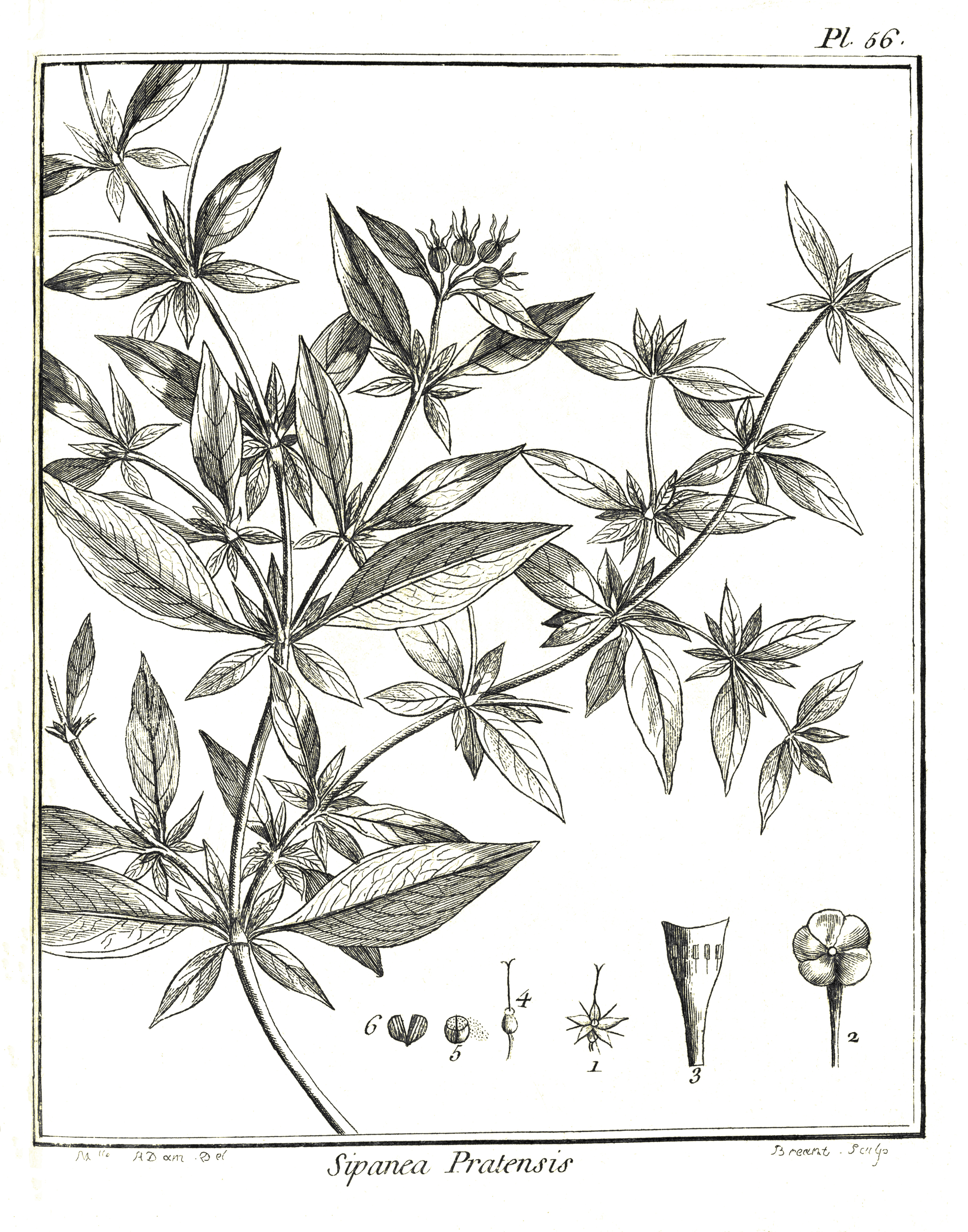
Sipanea pratensis Aublet, Planche 56 accompagnant la description du genre Sipanea par Aublet (1775) Explication de la Planche cinquante-sixième. - 1. Calice. Ovaire. Diſque. Style. Stigmates. - 2. Corolle. - 3. Tube de la corolle ouvert. Étamines. - 4. Piſtil. - 5. Capſule dépouillée du calice. - 6. Capſule ouverte en deux coques renfermées dans le calice.

En 1775, le botaniste Aublet propose la diagnose suivante : 

« SIPANEA. (Tabula 56.) 
CAL. Perianthium monophyllum, turbinatum, ſtriatum, ad apicem contractum, limbo quinquepartito ; laciniis anguſtis, acutis.
COR. monopetala, hypocrateriformis ; tubus longus, diſco ſupra germen infertus ; faux vemricofa, limbus quinquefkius, expanſus, ſubrotundus.
STAM. FiLAMENTA quinque, brevia, tubo inſerta. Antheræ oblongæ ; biloculares.
PIST. GERMEN ſubrotundum, calici adnatum, diſco coronatum. Stylus longus, flliformis. Stigmata duo.
PER. Capsula orbiculata, ſtriata, infera, bipartibilis, laciniis calicinis coronata; ſingulo loculo bivalvi, valvulis diſſepimento oppoſitis.
SEM. plurima, minutiſſima. »

— Fusée-Aublet, 1775.